# تغيير فضفاض (فلم)
تغيير فضفاض  أو تغيير غير محكم (بالإنجليزية: Loose Change) هو اسم فيلم وثائقي منشور على شبكة الإنترنت يزعم وقوف الحكومة الأمريكية خلف تفجيرات 11 سبتمبر مقدماً نظرية مؤامرة تقول بأن الحدث هو عمل داخلي.

## وصلات خارجية
- مقالات تستعمل روابط فنية بلا صلة مع ويكي بيانات

- نسخة من الفيلم مع ترجمة إلى اللغة العربية على موقع اليوتيوب " أكبر كذبة في التاريخ كذبة أحداث 11 سبتمبر" على يوتيوب
- تغيير فضفاض